# Wide Bay-Burnett

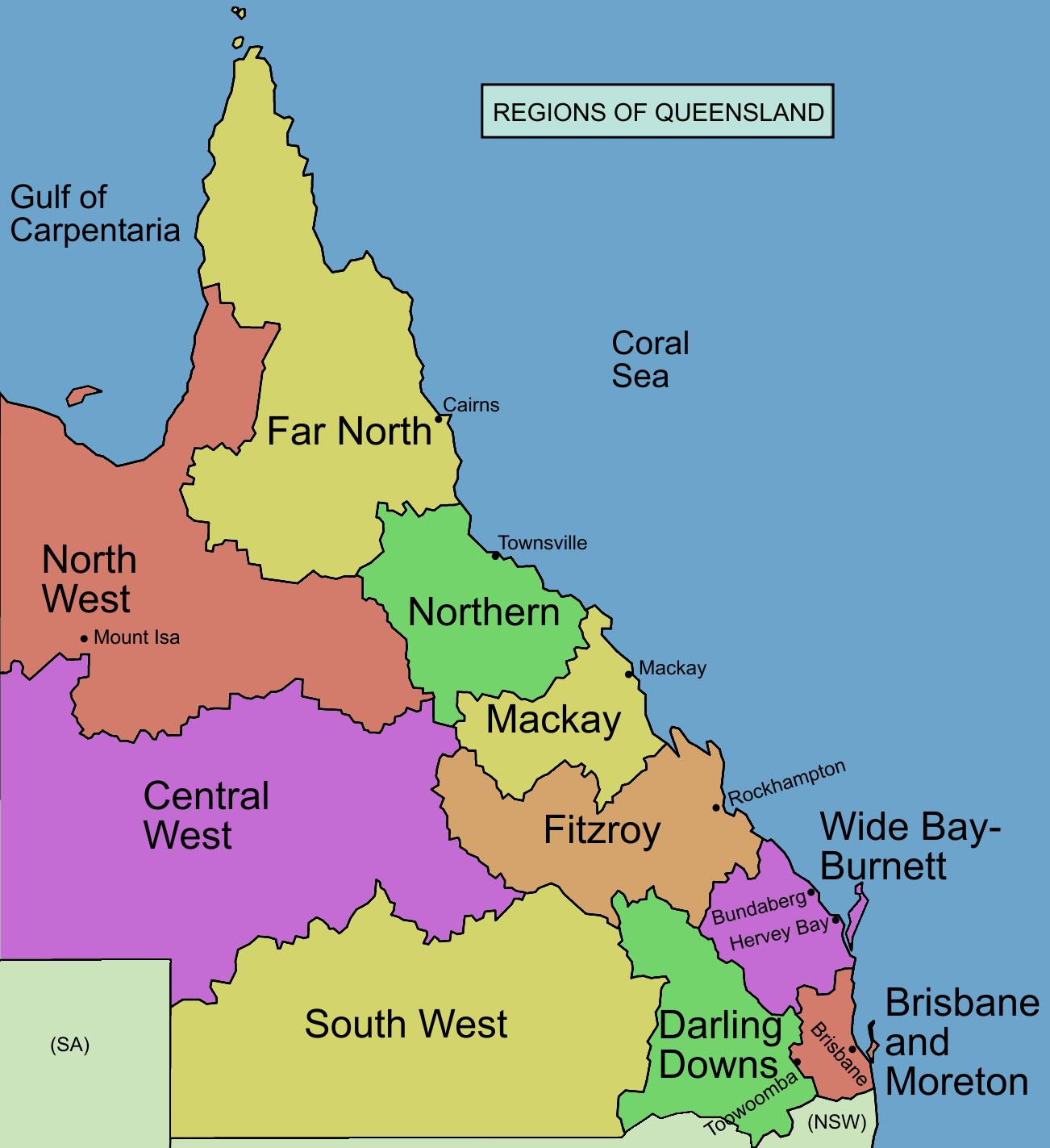
Anciennes régions du Queensland (Wide Bay-Burnett en bas à droite)

Wide Bay-Burnett est une région du sud-est du Queensland, en Australie.

## Géographie
Les zones côtières de la région sont polarisées par la ville de Maryborough. Dans l’arrière-pays, une série de chaînes montagneuses alimentent la rivière Burnett. Au sud-est, une autre zone côtière a reçu le nom de « Cooloola ».

### Administrations locales
La région de Wide Bay - Burnett se compose des zones d’administration locale suivantes :
| Nom                          | Siège du Conseil | Année de Fondation | Superficie (km2) | Population | Population | Carte |
| Nom                          | Siège du Conseil | Année de Fondation | Superficie (km2) | (2013),    | (2018),    | Carte |
| ---------------------------- | ---------------- | ------------------ | ---------------- | ---------- | ---------- | ----- |
| Comté de Banana              | Biloela          | 1879               | 28 550           | 14 948     | 14 291     |       |
| Région de Bundaberg          | Bundaberg        | 2008               | 6 431            | 93 850     | 95 302     |       |
| Comté aborigène de Cherbourg | Cherbourg        | 1986               | 32               | 1 292      | 1 315      |       |
| Région de la côte Fraser     | Hervey Bay       | 2008               | 7 105            | 100 290    | 105 463    |       |
| Région de Gympie             | Gympie           | 2008               | 6 884            | 48 491     | 51 586     |       |
| Région de Burnett Nord       | Gayndah          | 2008               | 19 670           | 10 487     | 10 628     |       |
| Région de Burnett Sud        | Kingaroy         | 2008               | 8 382            | 32 647     | 32 555     |       |

### Île Fraser
L’île Fraser est située près de la côte sud du Queensland, à environ 200 kilomètres au nord de Brisbane. Sa longueur est d'environ 120 kilomètres et sa largeur de 24 kilomètres. Elle est séparée du continent par le détroit de Great Sandy. Avec une superficie de 1 840 km2, c’est probablement la plus grande île de sable au monde . C'est la plus grande île du Queensland, la plus grande île de la côte est et la sixième plus grande île d'Australie.
Les milieux naturels de l’île sont riches et variés. On y trouve des forêts tropicales, des forêts d'eucalyptus, des mangroves, des marécages de wallum, des tourbières, des dunes de sable et des landes côtières. Elle est constituée de sable qui se sont accumulés durant environ 750 000 ans sur un socle rocheux volcanique. Celui-ci forme un bassin versant naturel pour les sédiments transportés par un fort courant côtier orienté vers le nord. L'île Fraser abrite quelques espèces de mammifères, et une large variété d'oiseaux, de reptiles et d'amphibiens, sans oublier quelques crocodiles d'eau salée. L'île bénéficie de la protection du parc national Great Sandy.

### Burnett du Sud
Le Burnett du Sud est une région viticole et de production d'arachides située sur les pentes ouest de la Cordillère australienne, au nord des Darling Downs. Les monts Bunya marquent la limite sud de la région. À 12 km de Murgon on trouve le barrage de Bjelke-Petersen puis, plus loin, le barrage Gordonbrook et le barrage Boondooma. La centrale thermique de Tarong et le parc national de Tarong sont situés au sud de cette région.

### Cooloola
Le massif de sable de Cooloola est la principale entité géographique de la région, l'île Fraser y est apparentée . Quand le niveau de la mer était plus bas, ce massif s'étendait sur 30 km vers l'est. Ses grandes dunes de sable parsemées de végétation constituent une zone d’un grand intérêt scientifique. Elles forment une chronoséquence de dunes côtières qui s’étend sur 730 000 ans . Jusqu'en 2008, la région faisait partie du Comté de Cooloola, elle fait maintenant partie de la région de Gympie.

## Histoire

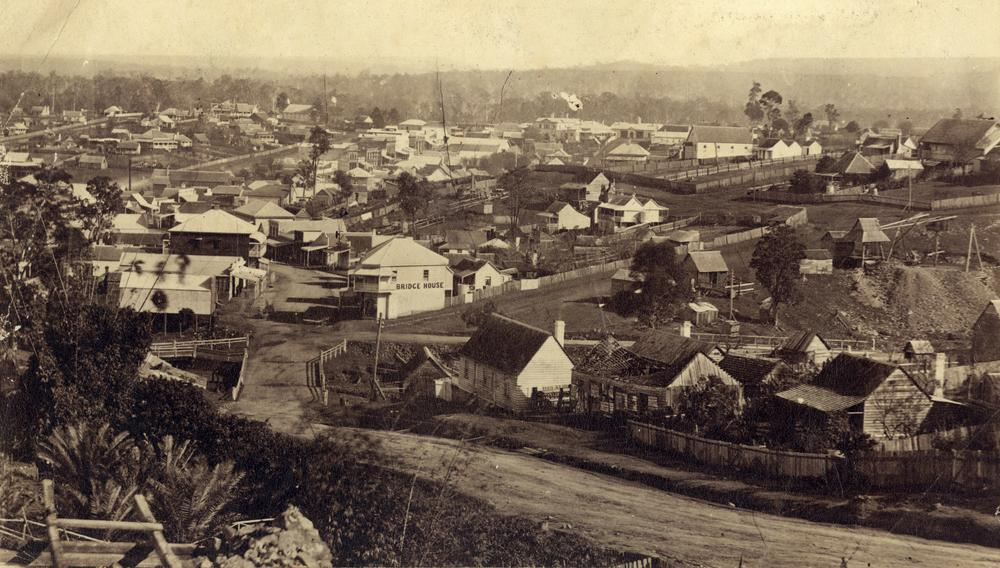
Gympie en 1905.

Le wakka wakka (en) (aussi appelé waka waka, wocca wocca ou wakawaka) est une langue aborigène australienne parlée dans le bassin versant de la rivière Burnett. L’aire linguistique du wakka Wakka correspond aux limites des zones d’administration locale de la Région de Burnett Nord et de la Région de Burnett Sud, avec notamment les villes de Cherbourg, Murgon, Kingaroy, Gayndah, Eidsvold et Mundubbera .
C’est le 16 octobre 1867 que James Nash a découvert de l'or dans les environs de Gympie.
La ligne de chemin de fer de Maryborough a été terminée en 1881 et la ligne de chemin de fer de la côte nord a permis de relier Gympie à Brisbane en 1891 .
La localité de Bundaberg a reçu son nom et a été cadastrée en 1870 .
En juin 2000, un incendie s’est déclaré dans une auberge pour routards, tuant 15 personnes .
En janvier 2013, le cyclone Oswald a provoqué de nombreux dégâts dans une grande partie de l'est du Queensland. C’est dans le Wide Bay – Burnett que les dommages ont été le plus important, notamment dans la région de Bundaberg où 4 000 propriétés ont été endommagées .

## Villes

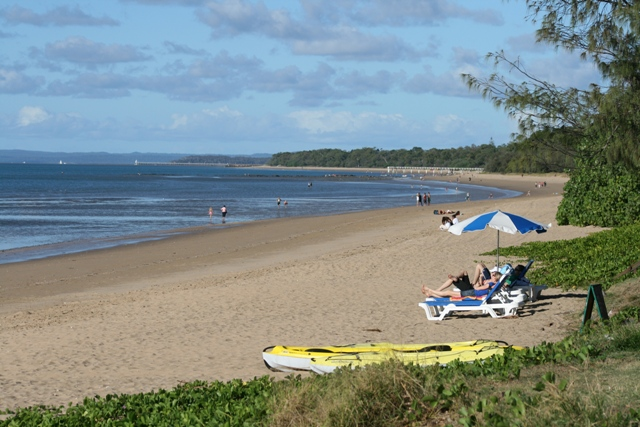
Plage à Hervey Bay (2007)

Les principales villes de la région sont Bundaberg, Gympie, Hervey Bay et Maryborough. Les autres localités remarquables sont Bargara, Biggenden, Blackbutt, Burnett Heads, Cherbourg, Childers, Eidsvold, Gayndah, Gin Gin, Howard, Imbil, Kilkivan, Kingaroy, Monto, Mundubbera, Murgon, Nanango, Rainbow Beach, Tin Can Bay et Wondai.
Les eaux calmes de la baie d'Hervey offrent une zone de repos unique pour les baleines à bosse en cours migration . Cette présence a permis à l'industrie du tourisme de se développer et a fait de Hervey Bay la capitale australienne de l'observation des baleines.

## Enseignement

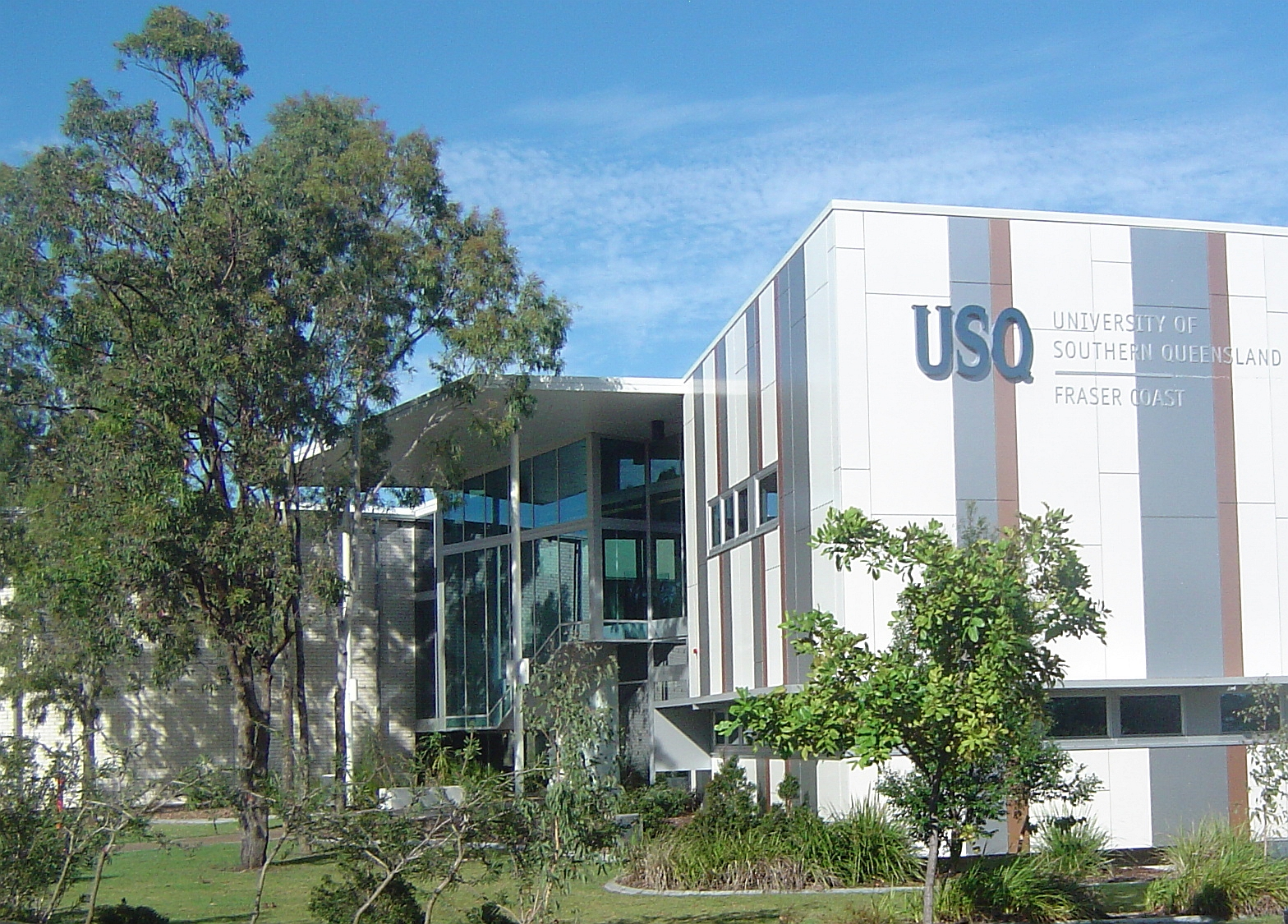
Campus Fraser de l'Université du sud du Queensland (2012)

La région est dotée de deux universités : l'Université centrale du Queensland à Bundaberg  et le campus Fraser de l'Université de Sunshine Coast à Hervey Bay . Le Wide Bay Institute of TAFE est installé sur les campus de Bundaberg, Gympie, Hervey Bay et Maryborough, ainsi que le campus de Maryborough. Un campus du Southern Queensland Institute of TAFE est implanté à Kingaroy .

## Transports
La région de Wide Bay–Burnett possède quatre grands aéroports : Hervey Bay, Bundaberg, Maryborough et Kingaroy. Les aéroports de Hervey Bay et de Bundaberg proposent des vols passagers réguliers.
L'autoroute Bruce relie la région à Brisbane, Rockhampton, Townsville et Cairns, tandis que l'autoroute Burnett et l'autoroute Isis sont des éléments du corridor de communication orienté vers Toowoomba et le centre de la Nouvelle-Galles du Sud.
La compagnie Queensland Rail exploite les lignes régulières à grande vitesse Tilt Train allant vers Gympie, Maryborough et Bundaberg. Les transports en commun exploités par Wide Bay Transit (Hervey Bay / Maryborough), Polleys Coaches (Gympie) et Duffy's City Buses (Bundaberg) correspondent avec les gares ferroviaires. L’offre de transports en commun vers l’intérieur est plus limitée : des bus relient une fois par jour les principales villes entre elles et avec Brisbane, et des « bus shopper » ne proposent qu’une seule liaison par semaine avec certaines villes.